# Chão da Mangueira
Chão da Mangueira es una canción interpretada por Rubén Rada con Carlinhos Brown perteneciente al álbum de Rada As noites do Rio / Aerolíneas Candombe. Fue publicada el 5 de febrero de 2021 como segundo sencillo del álbum.
La canción hace referencia a la escuela de samba Mangueira, tiene música de Rubén Rada y letra del compositor y productor musical brasilero Ronaldo Bastos, considerada una figura clave detrás la aristocracia de aquello que se llamaba mpb (música popular brasileña). Fue grabada con el músico Carlinhos Brown como invitado.
El 26 de marzo se estrenó un videoclip de la canción dirigido por Jere Lazo y Diego Carrasco, en el que participan Rada, Brown y Lobo Núñez, entre otros.

## Galería

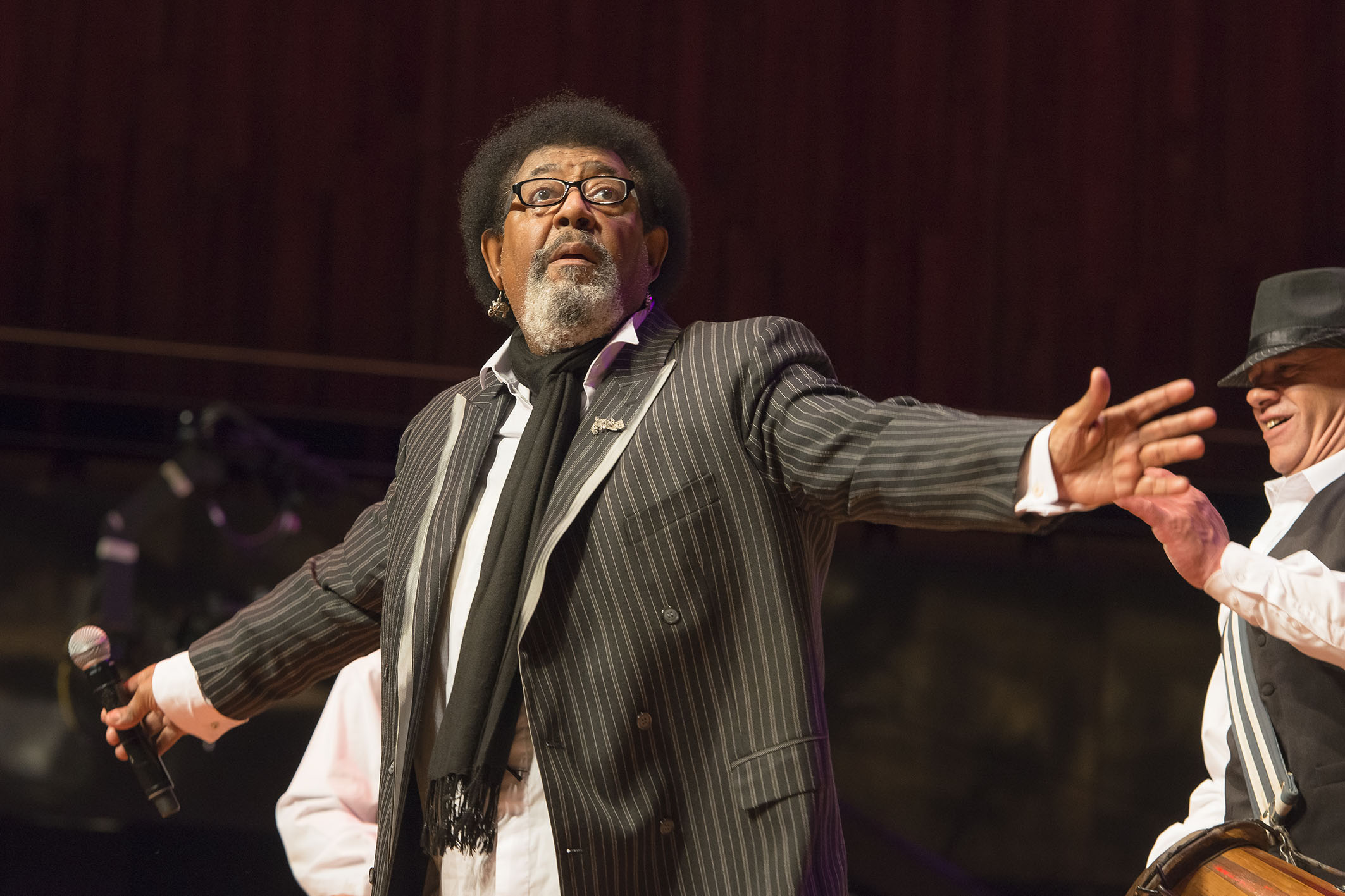
Ruben Rada en 2015
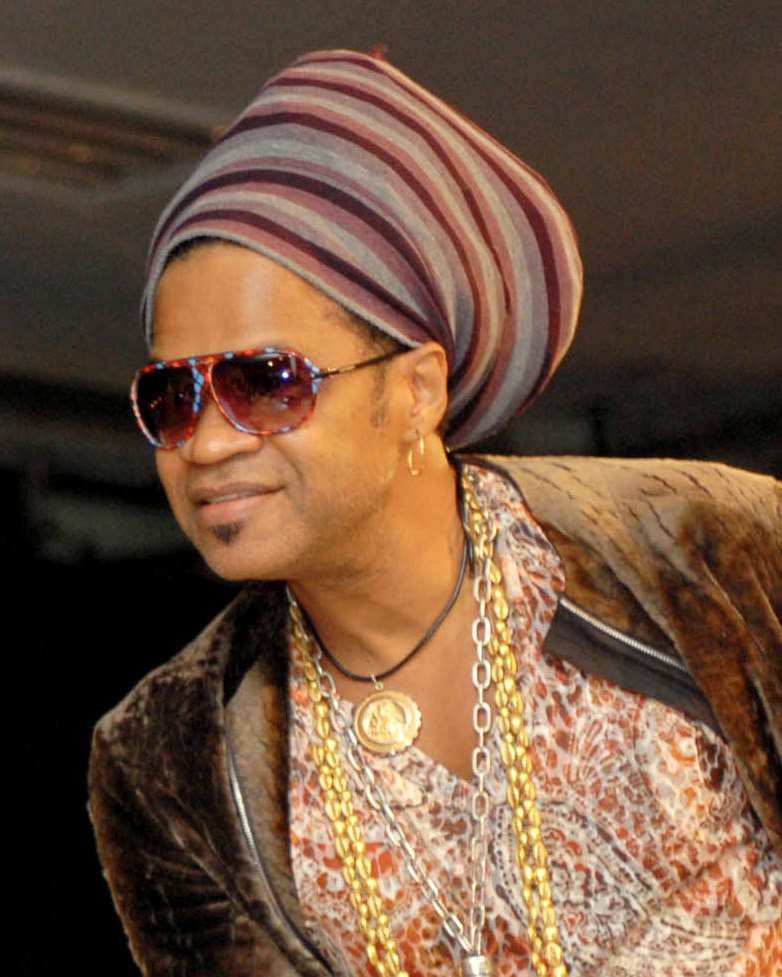
Carlinhos Brown en 2011

## Ficha
- Voz y percusión: Ruben Rada y Carlinhos Brown.
- Teclados: Gustavo Montemurro.
- Coros: Lucila Rada y Julieta Rada.
- Guitarras: Nicolás Ibarburu.
- Bajo: Nacho Mateu.
- Trompeta: Miguel Leal.
- Trombón: Artigas Leal.
- Saxo: Santiago Gutiérrez.